# Gouvy
Gouvy (niem. Geilich, wa. Govi, lb. Gäilech, Geilech, Gellich) – miejscowość i gmina w Belgii, w Regionie Walońskim, w prowincji Luksemburg, w okręgu Bastogne. 1 stycznia 2024 roku liczyła 5474 mieszkańców.

## Podział administracyjny
W skład gminy wchodzi pięć dzielnic (section):
- Beho (Bochholz)
- Bovigny (Bowies)
- Cherain
- Limerlé (Lomerslaer / Lamerscher)
- Montleban

## Współpraca
Miejscowości partnerskie:
- Mansura, Stany Zjednoczone
- Suze-la-Rousse, Francja